# Norrlandsporten

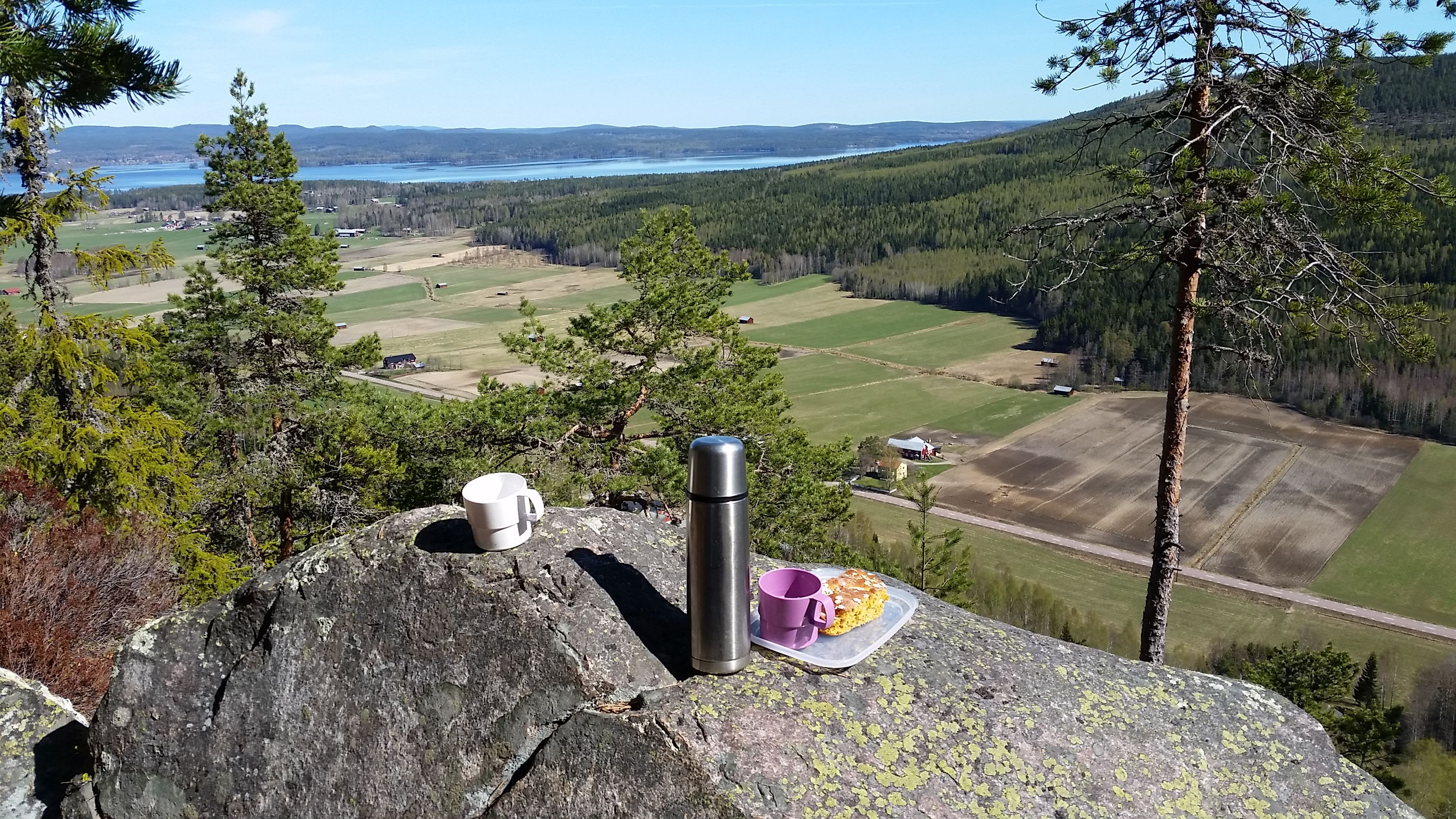
Utsikt från Kölberget över Myckelängarna i dalgången norr om det trånga passet mellan Kölberget och Digerberget.
I bakgrunden ligger byn Gusbo, vattenytan bakom är en del av sjön Bergviken.

För fritidsanläggningen, se Norrlandsportens fritidsanläggning.

Norrlandsporten kallas dalgången mellan Kölberget och Digerberget några kilometer söder om Kilafors. Namnet var etablerat i slutet på 1800-talet och tros ha uppstått när Norra stambanan drogs fram till Kilafors genom det trånga passet mellan Kölberget och Digerberget åren 1877-78.